# Bongo cha cha cha/Guardando il cielo
Bongo cha cha cha/Guardando il cielo è un singolo della cantante italiana Caterina Valente, pubblicato nel 1959.

## Descrizione
I due brani sono stati scritti da Ralf Arnie e Werner Müller, mentre i testi in italiano furono scritti da Pinchi. In particolare Bongo cha cha cha fu uno dei primi esempi di cha cha cha importato in Europa dai paesi latinoamericani.

## Tracce
1. Bongo cha cha cha – 2:47
2. Guardando il cielo – 2:43

## Classifiche
| Classifica (1960) | Posizione massima |
| ----------------- | ----------------- |
| Italia            | 54                |